# Acétate de 2-méthylbutyle
L'acétate de 2-méthylbutyle est l'ester de l'acide acétique avec le 2-méthylbutanol et de formule semi-développée CH3OOCH2CH(CH3)CH2CH3. C'est un des six isomères de l'acétate d'amyle.